# کریستی الیوت
کریستی الیوت (انگلیسی: Christie Elliott؛ زادهٔ ۲۶ مهٔ ۱۹۹۱) بازیکن فوتبال اهل بریتانیا است.
از باشگاه‌هایی که در آن بازی کرده‌است می‌توان به باشگاه فوتبال پاتریک تیسل، باشگاه فوتبال ویتلی بای، و باشگاه فوتبال کارلایل یونایتد اشاره کرد.